# Alcalde de Bembibre
El alcalde de Bembibre es el cargo que ejerce la presidencia del Ayuntamiento de Bembibre, órgano de gobierno y administración de la Villa de Bembibre, ciudad española en la comarca de El Bierzo, provincia de León, una de las ciudades más pobladas e importantes de esta comarca y provincia, centro del Arciprestazgo del Boeza y considerada capital del Alto Bierzo.
Desde el 15 de junio de 2019 ostenta el cargo Silvia Cao Fornís, primera alcaldesa del municipio.

## Historia
En épocas pretéritas existió una Asamblea Judicial o Concilium, como pone de manifiesto el Sello del Concejo Bembibrense, Sigillum Consilii Bembibrensis, sello que se describe en documento del año 1314 y se refleja en «Historia de Bembibre», siendo el Concilium una institución precursora del Consejo municipal, Consejo o Concejo conformado por un grupo de vecinos importantes que delibera, de manera cerrada o pública, sobre asuntos del interés de la comunidad.
Ya en épocas posteriores, la designación de lo que hoy se entiende por alcalde, aún con distintas funciones, como de jueces, recaudadores y otras, correspondía a la autoridad superior, el rey o su representante, nombrando corregidor, tenente, merino, Alcalde Mayor u otra figura propia del momento histórico, un estatus que se mantiene hasta la caída del Antiguo Régimen y la instauración del Estado Liberal,  momento a partir del cual la designación de los representantes de los municipios pasa a depender de las disposiciones de los partidos gobernantes, fundamentalmente liberales y conservadores.
Esta situación se mantendrá, con diferentes características, como las elecciones municipales de 1931, elecciones en las que no votan las mujeres y propiciarán la proclamación de la II República Española, hasta el año 1979 en que, en el momento de la transición española, se producen las primeras elecciones locales o municipales que se pueden considerar plenamente democráticas, de las que surgirá la corporación municipal que regirá el municipio de Bembibre, un proceso revalidado en periodos cuatrienales y que se mantiene en la actualidad.

## Titulares
La relación de personas nombradas, impuestas o designadas, nombramientos o designaciones quizás con el consenso popular, reminiscencias del Concejo Bembibrense, o electas en sufragios más o menos libres y democráticos, pero que han desempeñado sus funciones con dedicación a la villa, son las que figuran en el Anexo que se indica.

### Ámbito competencial
El alcalde o alcaldesa, junto a la corporación municipal, tiene las competencias que la Ley 7/1985, de 2 de abril, determina, unas competencias que abarcan el término municipal de Bembibre, existiendo, en labores de coordinación y responsabilidades propias, los denominados alcaldes pedáneos, personas que son elegidas por los vecinos del enclave, resultando un órgano unipersonal ejecutivo, de acuerdo al Real Decreto Legislativo 781/1986, de 18 de abril.
Son estos alcaldes pedáneos los de Arlanza, Labaniego, Losada, Rodanillo, San Esteban del Toral, San Román de Bembibre, Santibáñez del Toral, Viñales y el propio Bembibre, junto a El Socuello, desde 1965.
| Mapa de localización e identificación de núcleos de población en el T.M.. Pulse para mapa interactivo. |                      |                       |
| Arlanza | Bembibre             | Labaniego             |
| Losada | Rodanillo            | San Esteban del Toral |
| San Román de Bembibre | Santibáñez del Toral | Viñales               |
| Notas de uso: - Pulsando sobre el se accede a un mapa interactivo en la misma pestaña, con diversas opciones, incluida la de cierre con una X y regreso a este listado. Pude abrir el mapa en otra ventana o pestaña con el botón derecho de su ratón, Abrir enlace en una .... - El Socuello, anteriormente, hasta 1965, pedanía de Castropodame, también forma parte del TM de Bembibre. - El Ayuntamiento se encuentra en la localidad de Bembibre, la segunda población más importante de la comarca de El Bierzo y la octava de la provincia de León. |                      |                       |